# Sangue Bom
Sangue Bom é uma telenovela brasileira produzida e exibida pela TV Globo de 29 de abril a 1 de novembro de 2013, em 160 capítulos. Substituiu Guerra dos Sexos e foi substituída por Além do Horizonte, sendo a 82ª "novela das sete" exibida pela emissora.
Escrita por Maria Adelaide Amaral e Vincent Villari, com a colaboração de Álvaro Ramos, Letícia Mey, Juliano Righetto, Marta Nehring, Rodrigo Amaral e Tati Bernardi, teve direção de Maria de Médicis, Cristiano Marques, Luísa Lima e Henrique Sauer. A direção geral foi de Carlos Araújo, posteriormente substituído por Dennis Carvalho, que também foi o diretor de núcleo.
Contou com as participações de  Sophie Charlotte, Marco Pigossi, Fernanda Vasconcellos, Jayme Matarazzo, Isabelle Drummond, Humberto Carrão, Giulia Gam e Herson Capri.

## Enredo

Os seis protagonistas da novela: Marco Pigossi, Isabelle Drummond, Jayme Matarazzo, Sophie Charlotte, Fernanda Vasconcellos e Humberto Carrão.

Ambientada em São Paulo, com suas tendências da moda e consumo, a trama se inicia com a história de seis jovens: Bento, Amora, Fabinho, Giane, Malu e Maurício. Ainda pequenos, Bento, Amora e Fabinho se conheceram no lar de adoção do casal Gilson e Salma, no bairro da Casa Verde. Os três amigos tiveram, posteriormente, seus destinos traçados. Enquanto Amora foi adotada pela rica atriz Bárbara Ellen e Fabinho por uma falida família do interior, Bento cresceu e fundou sua cooperativa de flores, a Acácia Amarela, com a ajuda de sua amiga de infância, a corajosa e durona Giane, apaixonada por futebol e pelo amigo Bento, em segredo. Fabinho, por sua vez, resolveu voltar para São Paulo em busca de sua família biológica e seguir o mesmo caminho de sucesso de Amora, passando por cima de tudo e de todos para alcançar seus objetivos.
Amora cresceu cercada de luxo e glamour, vivendo com Bárbara Ellen, uma atriz famosa, porém decadente e encrenqueira que teve sua única filha biológica (Malu) com o famoso cineasta Plínio Campana. Mais tarde, Bárbara adotaria mais três filhos (Luz, Kevin e Dorothy) como uma forma midiática de se autopromover. Malu é contrária a todo esse mundo de consumismo e futilidade da mãe e da irmã: é formada em pedagogia e faz pós-graduação em assistência social. Justa e correta, acaba fugindo dos seus preceitos ao se apaixonar e posteriormente, viver um romance com o playboy Maurício, noivo de Amora. Porém o reencontro entre Amora e Bento desencadeará uma série de acontecimentos e reviravoltas na vida deste quarteto amoroso.
O pai de Malu, Plínio, largou Bárbara por causa de seus constantes ataques de estrelismo. Acaba revivendo um amor do passado ao se reencontrar com Irene, ex-atriz que mudou o nome para Rita de Cássia e que trabalha como estátua viva e lendo histórias para crianças. Irene guarda misteriosos segredos em relação ao seu passado: entre eles, seu sumiço repentino que se deu após flagrar o cineasta e Bárbara aos beijos, sem saber que tudo era uma armação da atriz. Ela esperava um filho de Plínio.
Além de cuidarem de jovens que foram abandonados, Gilson e Salma são donos do Cantaí, um divertido bar da região onde trabalha Rosemere, uma mulher suburbana e batalhadora que trabalha como garçonete, sendo famosa por se envolver em brigas. Criou o filho sozinha, longe do pai que ele desconhece, o frustrado artista plástico Perácio, por quem Rosemere ainda é apaixonada, mesmo ele sendo casado com a fútil Brenda. Perácio é filho da falida socialite Glória Pais, que, no passado, abandonou seu neto, Bento, em uma estação de trem ainda recém-nascido, segredo esse que guarda de todos.
Extremamente bondoso, Gilson é um homem sereno e acolhedor e irmão mais velho do prepotente empresário Wilson, ex-marido da rica Damáris. Do casamento de Gílson e Salma, eles tiveram o honesto Érico, noivo da batalhadora Renata, braço-direito da elegante Verônica Vasquez em sua bem-sucedida empresa de eventos matrimoniais Para Sempre.
Verônica é uma mulher forte e moderna, que largou o sonho de ser cantora para se casar com o publicitário Natan Vasquez, dono da Class Midia, uma das maiores empresas publicitárias de São Paulo, com quem engravidou e teve seu único filho, Maurício. Sedutor, autoritário e mulherengo, Natan trai a esposa, que acredita ter o casamento perfeito, com várias amantes, entras elas Bárbara Ellen. Ao descobrir as traições do marido, Verônica dará uma virada em sua vida, começando pela retomada de sua carreira como cantora.
Tina Leão é a grande antagonista da trama, é uma moça desequilibrada, perigosa, perversa e ardilosa, porém competente secretária da diretora de arte Sílvia na Class Midia. Ao ser abandonada pelo noivo Vitinho, no altar e descobrir que o mesmo a abandonou por causa de um antigo caso com a atriz Bárbara Ellen, e por conta de seu passado, em que era grande fã de Bárbara Ellen, mas foi desprezada e agredida por esta, Tina resolve se vingar e destruir a vida da mulher que culpa ser a responsável por toda sua infelicidade. Ela se infiltra na casa de Bárbara Ellen como uma de suas funcionárias, irreconhecível por Bárbara devido ao tempo que se passou desde que agrediu Tina. A vilã trará complicações para a vida da família de Amora, causando unicamente destruição e desestabilização. Longe da admiração que possuía por Bárbara Ellen um dia, Tina fará de tudo para destruir Bárbara, aprendendo com a vida que a simples visão de meios para fazer o mal já faz com que o mal seja feito, mergulhando em caminhos obscuros e aprendendo que a vingança sempre cobra um alto preço a se pagar.
Final da trama
Bento descobre as armações de Amora e se divorcia. Amora passa a ser vítima de uma armação para incriminá-la por ter sabotado o bufê de Wilson, empurrar Malu de uma escadaria e tentar matar Giane. A irmã de Amora, Simone, retorna a vida de Amora portando uma doença grave e morrendo capítulos depois deixando seus dois filhos aos cuidados da irmã. A identidade do sabotador é mantida em segredo até o último capítulo, mas descobre-se que foi Tito, que fez tudo a mando de Lara Keller, contando com a ajuda de Socorro, já que Lara julgava Amora como uma pedra no seu caminho e preferiu destruir a moça antes que ela a destrua. Já inocentada, Amora se arrepende das coisas erradas que fez e passa ser professora de inglês. Bento desiste de Amora e tenta se envolver com Malu, mas a moça descobre que ama Maurício e o enxerga somente como um irmão. Giane termina com Fabinho, Malu com Maurício, Verônica com Érico, Rosemere com Perácio, Damáris com Lucindo, Charlene com Wilson, Filipinho com Xande. Tina, Bárbara Ellen, Vitinho e Sandrona participam de um reality show. Mel fica com o ex-noivo de Lara, que conseguiu a guarda de seu filho. Lara se candidata a deputada federal. No fim da trama, Bento organiza um protesto contra as obras de Bluma, e lá se reencontra com Amora (fazendo uma alusão ao primeiro capítulo da trama). A novela acaba com ambos parados se olhando, e o amor que sempre sentiu por Amora vem a tona, amor esse que foi abafado pelas circunstâncias da vida. Não o fim, mas um novo começo a Bento e Amora.

## Elenco
| Intérprete            | Personagem                         |
| --------------------- | ---------------------------------- |
| Sophie Charlotte      | Amora Campana                      |
| Marco Pigossi         | Bento de Jesus                     |
| Fernanda Vasconcellos | Maria Luísa Campana (Malu)         |
| Humberto Carrão       | Fábio Queiroz (Fabinho)            |
| Isabelle Drummond     | Giane de Souza                     |
| Jayme Matarazzo       | Maurício Vasquez                   |
| Giulia Gam            | Bárbara Ellen da Silva Campana     |
| Malu Mader            | Rosemere Moreira                   |
| Felipe Camargo        | Perácio Fernão Pais                |
| Letícia Sabatella     | Verônica Vasquez / Palmira Valente |
| Leticia Isnard        | Brenda Mendonça Pais               |
| Armando Babaioff      | Érico Rabello                      |
| Regiane Alves         | Renata Moretti                     |
| Deborah Evelyn        | Irene Fiori                        |
| Herson Capri          | Plínio Campana                     |
| Bruno Garcia          | Natan Vasquez                      |
| Marisa Orth           | Damáris Carmim Rabello / Gládis    |
| Marco Ricca           | Wilson Rabello                     |
| Mayana Neiva          | Charlene de Carvalho               |
| Ingrid Guimarães      | Albertina Leão (Tina)              |
| Yoná Magalhães        | Glória Pais                        |
| Joaquim Lopes         | Lucindo Lago                       |
| Rodrigo López         | Vitor Barata (Vitinho)             |
| Tarcísio Filho        | Nelson Ramos                       |
| Josafá Filho          | Filipe Moreira Pais (Filipinho)    |
| Felipe Lima           | Alexandre Mendonça Pais (Xande)    |
| Samya Pascotto        | Tábata Mendonça Pais               |
| Daniel Dantas         | Gilson Rabello                     |
| Louise Cardoso        | Salma Rabello                      |
| Maurício Destri       | Vinícius Carmim Rabello (Vinny)    |
| Rômulo Neto           | Tito Carmim Rabello                |
| Ellen Rocche          | Brunettý Maciel / Mulher Mangaba   |
| Fafy Siqueira         | Maria das Dores (Madá)             |
| Mila Moreira          | Sylvia Laport                      |
| Norival Rizzo         | Silvério de Souza                  |
| Noemi Marinho         | Margot Queiroz                     |
| Tuna Dwek             | Sueli Pedrosa                      |
| Maria Helena Chira    | Lara Keller                        |
| Cris Nicolotti        | Odíla Moreira Moretti              |
| Wandi Doratiotto      | Nestor Moretti                     |
| Edwin Luisi           | Tio Lili                           |
| Carmem Verônica       | Carmem Lúcia Lancaster (Karmita)   |
| Dorival Carper        | Eliseu                             |
| Julio Oliveira        | Patrick Mateus (Peixinho)          |
| Pedro Inoue           | Douglas de Carvalho                |
| Luiz André Alvim      | Mulher Pau-de-Jacu                 |
| Thaila Ayala          | Camila Lancaster                   |
| Bia Arantes           | Cléo                               |
| Thiago Amaral         | Caio                               |
| Carolinie Figueiredo  | Júlia Oliver                       |
| Bruna Hamú            | Karolina                           |
| Rafael Paoli          | Eduardo                            |
| Tatiana Alvim         | Socorro                            |
| Carla Salle           | Melissa Carmim Rabello (Mel)       |
| Sérgio Malheiros      | Jonas Siqueira                     |
| Sylbeth Soriano       | Sandrona                           |
| Eliana Pittman        | Chica dos Reis                     |
| Mariah da Penha       | Emília dos Reis                    |
| Thais Garayp          | Santa                              |
| Izabella Bicalho      | Nice                               |
| Yaçanã Martins        | Celinha                            |
| Priscila Camargo      | Nancy                              |
| Aline Dias            | Luz Campana                        |
| Marcus Rigonatti      | Kevin Campana                      |
| Ayumi Irie            | Dorothy Campana                    |
| Miguel Arraes         | Pedro de Carvalho (Pedrinho)       |

### Participações especiais
| Intérprete             | Personagem                                  |
| ---------------------- | ------------------------------------------- |
| Andreia Horta          | Simone Capilatti                            |
| Xuxa Lopes             | Bluma Lancaster                             |
| Tato Gabus Mendes      | Franklin Cardoso                            |
| Helena Fernandes       | Lana Ferreto                                |
| Mônica Torres          | Áurea Moreira                               |
| Alejandro Claveaux     | Manolo                                      |
| Dani Vieira            | Mulher Pupunha                              |
| Vânia Love             | Mulher Saputá                               |
| Fernanda Abraão        | Mulher Jambolão                             |
| Nanda Lisboa           | Sheila Sales (Sheilinha)                    |
| Rubens Camelo          | Cristóvam Bolívar                           |
| Thais Lago             | Marisa Rosa (Mari)                          |
| Keruse Bongiolo        | Mônica                                      |
| Antônio Firmino        | Evandro                                     |
| Guilherme Gonzalez     | Zito Biense                                 |
| Bernardo Simões        | Fabinho (criança)                           |
| Luan Pickler           | Bento (criança)                             |
| Marcella Ramalho       | Amora (criança)                             |
| André Guerreiro Lopes  | Barrabás                                    |
| Luísa Thiré            | Drª. Isaura                                 |
| César Mello            | Arthur Bicalho                              |
| Tiago Martelli         | Sininho                                     |
| Jackson Antunes        | Pascoal Gambini                             |
| Ítalo Villani          | Cauã Jungle                                 |
| Ângela Rabelo          | Dona Gilda                                  |
| Lucas Nadin            | Affonso Lancaster                           |
| Pablo Morais           | Jonathan de Alencar Castro / Jonathan James |
| Marlos Cruz            | Carlito                                     |
| Lu Camy                | Vívian                                      |
| Letícia Cannavale      | Lívia                                       |
| Ana Paula Pedro        | Caetana                                     |
| Rosanna Viegas         | Pulquéria                                   |
| Tertulina Lima         | Gertrudes                                   |
| Christiano Torreão     | Eustáquio                                   |
| Carlos Alexandre Saddy | André                                       |
| Felipe Haiut           | Garoto                                      |
| Lucas Cordeiro         | Garoto                                      |
| Camilo Bevilacqua      | Locatário                                   |
| Sávio Moll             | Tavares                                     |
| Edvard Vasconcellos    | Delegado                                    |
| Ana Cláudia Fanchini   | Vanessa                                     |

## Personagens notórios
Amora Campana
Amora Campana (Sophie Charlotte) é feminina, linda e sexy, e uma das mais conhecidas it-girls do país, além de fonte de inspiração para muitas garotas brasileiras e capa das maiores revistas de moda do país. De origem pobre, morou na rua junto com a irmã até ser deixada no lar de adoção de Gilson (Daniel Dantas) e Salma (Louise Cardoso), onde acabou sendo adotada pela decadente atriz Bárbara Ellen (Giulia Gam). Nesse período, conheceu seu grande amor, Bento (Marco Pigossi), por quem ainda é apaixonada, mesmo noiva do playboy Maurício (Jayme Matarazzo). Amora tem uma relação áspera com sua irmã Malu (Fernanda Vasconcellos) e uma rivalidade com Lara Keller (Maria Helena Chira) pela apresentação do Luxury, um programa de moda e fofoca sobre o mundo dos famosos.
Bento de Jesus
Bento (Marco Pigossi) é um rapaz doce, meigo e gentil. Foi abandonado ainda recém nascido por sua avó, Glória (Yoná Magalhães). Sem saber, é filho de Lívia (Letícia Cannavale) e Wilson (Marco Ricca), sendo este desafeto seu. Ele herdou o amor pelas flores de sua mãe, que tinha um jardim na casa de Dona Glória, e Bento passa a cuidar desse jardim, que volta a ter vida e beleza. Quando pequeno, Bento conheceu Amora (Sophie Charlotte) no lar de adoção de Gilson (Daniel Dantas), e anos depois a reencontra, e apaixona-se por ela. Ele tem uma floricultura chamada Acácia Amarela, e lá trabalha com Giane (Isabelle Drummond), sua melhor amiga, uma garota forte e corajosa, que é apaixonada por ele em segredo.
Tina Leão
Cômica, positiva e cativante mas ao mesmo tempo perversa, perigosa e sanguinária, Tina Leão (Ingrid Guimarães) só possui uma única coisa em mente: se vingar de Bárbara Ellen (Giulia Gam) a todo custo. Após o fracasso da cerimônia de casamento com Vitinho (Rodrigo Lopez), que ainda é apaixonado por Bárbara Ellen e por isso não pode se comprometer com Tina como ela desejava, Tina se desequilibra e a partir daí começa a se concentrar em destruir sua rival a todo custo, movida pela sede de vingança. Se infiltrando na casa de Bárbara Ellen como uma de suas funcionárias e após conquistar a confiança de Bárbara Ellen e de toda a sua família, a vilã se voltará contra ela, causando destruição e desestabilização, mas ficando sempre do lado das crianças, até protegendo-as da própria mãe, embora eventualmente já tenha por diversas vezes as prejudicado, mas se arrependido posteriormente.
Bárbara Ellen
Bárbara Ellen (Giulia Gam) é uma atriz decadente que se importa apenas consigo mesma derrubando todos para conseguir seus objetivos malévolos. Dona de um senso midiático enorme, vive querendo aparecer na mídia e para isso sempre se casa e depois se separa. Em um desses casamentos, Bárbara teve Malu (Fernanda Vasconcellos) com o cineasta Plínio (Herson Capri), com quem tem uma relação conturbada. Para chamar ainda mais a atenção da mídia, ela adota várias crianças como Amora (Sophie Charlotte), que foi adotada no lar de Gilson e Salma (Daniel Dantas e Louise Cardoso), Kevin (Marcus Rigonatti) aonde diz tê-lo tirado das  minas africanas, Luz (Aline Dias), onde a resgatou diretamente do Acre e Dorothy (Ayumi Irie), que segundo Bárbara Ellen, foi adotada no sul da Tailândia, após o tsunami que arrasou o país.
Após a morte de Jonathan James (Pablo Moraes), pagou de viúva solitária, após descobrir o caso de seu marido com "Mulher Mangaba", a sensual funkeira Brunettý (Ellen Rocche). Ainda no enterro armou um barraco com a beldade, onde tentou mais uma vez aparecer na mídia.
Fabinho Queiroz
Fabinho (Humberto Carrão) cresceu no Lar de Gilson (Daniel Dantas), juntamente com  Amora (Sophie Charlotte) e  Bento (Marco Pigossi), convivendo também com a corajosa Giane (Isabelle Drummond), vizinha do lar. Desde pequeno, Fabinho sente inveja do carisma de Bento, se tornando uma pessoa agressiva, impulsiva e dissimulada. Foi adotado por Margot (Noemi Marinho), matriarca de uma família falida do interior de São Paulo. Anos depois, Fabinho descobre que pode ser filho do cineasta Plínio Campana (Herson Capri) com a atriz de teatro desaparecida Irene Fiori (Deborah Evelyn) e vai à procura de respostas na capital paulista, abandonando sua mãe. Interesseiro, Fabinho só quer se aproximar de Plínio por causa de sua fortuna, mas na reta final da trama se torna uma boa pessoa.
Plínio Campana
Plínio Campana (Herson Capri) é um famoso cineasta célebre pelos seus premiados documentários aclamados pela crítica especializada. Homem de um caráter ímpar, Plínio é um dos mais importantes cineastas brasileiros e ex-marido de Bárbara Ellen (Giulia Gam), com quem teve Malu (Fernanda Vasconcellos). Equilibrado, culto e reservado, é muito firme em seus valores. Ótimo pai, tenta proteger Malu das loucuras de Bárbara, além de ter registrado Amora (Sophie Charlotte) como sua filha. Apesar de sua imparcialidade e comprometimento com a filha e sua profissão, procura incessantemente seu grande amor do passado, a ex-atriz Irene Fiori (Deborah Evelyn), que desapareceu sem deixar vestígios. Na realidade, tudo isso foi um plano de Bárbara, que arquitetou que Irene a flagrasse com Plínio sem que ele percebesse e fizesse com que o cineasta se casasse com ela.
Lara Keller
Lara Keller (Maria Helena Chira) é a apresentadora do Luxury. Teve um filho com um popstar gay internacional conhecido como Manolo que garantiu sua independência financeira. Lara adora fofocas e por isso vive em função da imagem de famosa. Inimiga número nº 1 de Amora, com quem tem uma briga há muito tempo.
Seu maior objetivo é afastar de vez Amora de seu programa, já que depois de acabar sua licença de maternidade, viu Amora tomar o seu lugar. Ultimamente ganhou o seu espaço no programa Luxury, com uma proposta do publicitário Natan Vasquez (Bruno Garcia), que propôs para que as duas inimigas dividissem o programa. Agora ela fará de tudo para se livrar-se de Amora, nem que tenha que descobrir os podres do passado de sua inimiga e contá-los para a mídia.
Mais uma reviravolta vai acontecer quando a vilã Socorro (Tatiana Alvim) descobre que o filho da apresentadora é fruto de uma inseminação artificial e conta tudo para Amora, fazendo assim com que a mesma peça para Lara parar de se meter na sua vida.

## Produção
Devido ao grande sucesso de Ti Ti Ti, a Globo encomendou a Maria Adelaide Amaral uma nova novela, em dezembro de 2011. As primeiras cenas da novela foram gravadas em São Paulo, onde a trama é ambientada. E também teve cenas feitas em Campinas. A novela teve cenas gravadas em Santiago, capital do Chile, onde Bento (Marco Pigossi) e Amora (Sophie Charlotte) passam sua lua de mel.
A TV Globo teve que substituir o diretor geral da novela, pois o diretor Carlos Araújo foi acusado de agredir fisicamente sua amante e assistente de direção da novela, Joana Antonaccio. O caso foi parar na Delegacia da Mulher. Em depoimento, Joana disse que o diretor deu um soco em sua boca dentro de automóvel dele e a xingou durante uma discussão. Carlos foi substituído por Dennis Carvalho, que até então era apenas diretor de núcleo da trama. Um trecho da novela fez uma citação ao personagem Igor, da novela Explode Coração. O ator Ricardo Macchi se irritou com essa citação, pois segundo ele, o estavam desmerecendo. A cena que mostraria o diálogo em que o Cigano Igor é citado foi cortada, depois das reclamações do ator.
A atriz Andreia Horta fez uma participação na novela, interpretando Simone, a irmã da protagonista Amora. Ela entrou na novela no capítulo de 16 de setembro de 2013.

### Classificação indicativa
A trama foi exibida desde seu início como "Não recomendada para menores de 10 anos", sendo a primeira novela das 19h a começar já com esta classificação, depois de uma série de novelas exibidas neste horário terem sido reclassificadas durante sua exibição de Livre para esta faixa etária.

## Exibição
No dia 20 de junho de 2013, a novela não foi exibida, devido aos protestos e manifestações em todo o Brasil, com transmissão ao vivo pela TV Globo. A novela das 18h, Flor do Caribe, também não foi exibida pelo mesmo motivo.

### Outras mídias
Em 24 de julho de 2023, foi disponibilizada pelo Globoplay como parte do Projeto Originalidade, com a atualização para o formato de exibição original; com o formato de imagem restaurado em Full HD, além de aberturas, vinhetas de intervalo e encerramento originais.

## Recepção
De acordo com dados do jornal O Globo, o pré-site da trama – que entrou no ar no dia 27 de abril  – recebeu 159.834 visitas na última no dia de estreia, um aumento de 432% em relação aos sites de suas antecessoras como Cheias de Charme, Morde & Assopra e Ti Ti Ti. A novela teve grande repercussão nas redes sociais. A trama monopolizou o Twitter com oito nomes nos Trending Topics nacional durante sua exibição.
O casal Fabinho (Humberto Carrão) e Giane (Isabelle Drummond) foi um dos pontos altos da novela, repercutindo nas redes sociais com sucesso.

## Audiência
Em seu primeiro capítulo, a trama de Maria Adelaide Amaral conseguiu 28 pontos, mesmo índice da antecessora Guerra dos Sexos.
Em seu segundo capítulo, a trama continuou perdendo o público e conseguiu 24 pontos, até então nesse dia, foi recorde negativo nos capítulos iniciais.  No terceiro capítulo resgatou 27 pontos. Em sua primeira semana, a trama resgatou audiência superior a trama antecessora, 25,3 pontos, enquanto a antecessora Guerra dos Sexos conseguiu 24,6 pontos, porém foi inferior a das outras antecessoras do horário das 19h, como Cheias de Charme (28,6 pontos), Aquele Beijo (28 pontos), Morde & Assopra (25,9 pontos), Ti Ti Ti (28,3 pontos) e Caras & Bocas (27,4 pontos).
Atingiu recordes de audiência nos dias 14 de agosto, registrando 28 pontos com 31 de pico, e no dia 16 de outubro, atingindo 28 pontos. No dia 26 de outubro, a trama bateu seu recorde negativo, registrando 18 pontos.
No seu último capítulo, a trama registrou 27,8 pontos. Sua média geral é de 24,6 pontos

## Prêmios e indicações
| Ano  | Prêmio                | Categoria                | Indicação                               | Resultado | Ref    |
| ---- | --------------------- | ------------------------ | --------------------------------------- | --------- | ------ |
| 2013 | Meus Prêmios Nick     | Atriz Favorita           | Isabelle Drummond                       | Indicado  | [ 72 ] |
| 2013 | Meus Prêmios Nick     | Ator Favorito            | Marco Pigossi                           | Indicado  | [ 72 ] |
| 2013 | Prêmio Extra de TV    | Melhor Novela            | Maria Adelaide Amaral e Vincent Villari | Indicado  | [ 73 ] |
| 2013 | Prêmio Extra de TV    | Melhor Atriz             | Giulia Gam                              | Indicado  | [ 73 ] |
| 2013 | Prêmio Extra de TV    | Melhor Atriz             | Sophie Charlotte                        | Indicado  | [ 73 ] |
| 2013 | Prêmio Extra de TV    | Melhor Ator              | Marco Pigossi                           | Indicado  | [ 73 ] |
| 2013 | Prêmio Extra de TV    | Melhor Ator Coadjuvante  | Joaquim Lopes                           | Indicado  | [ 73 ] |
| 2013 | Prêmio Extra de TV    | Melhor Ator Revelação    | Josafá Filho                            | Indicado  | [ 73 ] |
| 2013 | Prêmio Extra de TV    | Melhor Tema Musical      | "Vagalumes" - (Pollo)                   | Indicado  | [ 73 ] |
| 2013 | Capricho Awards       | Melhor Ator Nacional     | Marco Pigossi                           | Indicado  | [ 74 ] |
| 2013 | Capricho Awards       | Melhor Atriz Nacional    | Sophie Charlotte                        | Indicado  | [ 74 ] |
| 2013 | Prêmio Quem de TV     | Melhor Atriz             | Giulia Gam                              | Indicado  | [ 75 ] |
| 2013 | Prêmio Quem de TV     | Melhor Atriz             | Sophie Charlotte                        | Indicado  | [ 75 ] |
| 2013 | Prêmio Quem de TV     | Melhor Ator              | Humberto Carrão                         | Indicado  | [ 75 ] |
| 2013 | Prêmio Quem de TV     | Melhor Ator              | Marco Pigossi                           | Indicado  | [ 75 ] |
| 2013 | Prêmio Quem de TV     | Melhor Ator Coadjuvante  | Joaquim Lopes                           | Indicado  | [ 75 ] |
| 2013 | Prêmio Quem de TV     | Melhor Ator Coadjuvante  | Josafá Filho                            | Indicado  | [ 75 ] |
| 2013 | Prêmio Quem de TV     | Melhor Atriz Coadjuvante | Letícia Sabatella                       | Indicado  | [ 75 ] |
| 2013 | Prêmio Quem de TV     | Melhor Atriz Coadjuvante | Regiane Alves                           | Indicado  | [ 75 ] |
| 2013 | Prêmio Quem de TV     | Melhor Autor             | Maria Adelaide Amaral e Vincent Villari | Indicado  | [ 75 ] |
| 2013 | Melhores do Ano       | Melhor Atriz Coadjuvante | Giulia Gam                              | Indicado  | [ 76 ] |
| 2014 | Prêmio Contigo! de TV | Novela do Ano            | Maria Adelaide Amaral e Vincent Villari | Indicado  |        |
| 2014 | Prêmio Contigo! de TV | Melhor Autor de Novela   | Maria Adelaide Amaral e Vincent Villari | Venceu    |        |
| 2014 | Prêmio Contigo! de TV | Melhor Atriz de Novela   | Isabelle Drummond                       | Indicado  |        |
| 2014 | Prêmio Contigo! de TV | Melhor Ator de Novela    | Humberto Carrão                         | Indicado  |        |
| 2014 | Prêmio Contigo! de TV | Melhor Ator Coadjuvante  | Joaquim Lopes                           | Indicado  |        |
| 2014 | Prêmio Contigo! de TV | Melhor Atriz Infantil    | Ayumi Irie                              | Indicado  |        |
| 2014 | Prêmio Contigo! de TV | Melhor Diretor de Novela | Dennis Carvalho                         | Indicado  |        |

#### Votaçãoonline
| Ano  | Prêmio            | Categoria     | Indicação       | Resultado |
| ---- | ----------------- | ------------- | --------------- | --------- |
| 2013 | Prêmio Noveleiros | Melhor casal  | Giane e Fabinho | Venceu    |
| 2013 | Prêmio Noveleiros | Melhor novela | Sangue Bom      | Venceu    |

## Música

### Nacional Vol. 1
Capa: Sophie Charlotte e Marco Pigossi como Amora e Bento
| N.º | Título                   | Música                                | Personagem     | Duração |  |
| 1.  | "Toda Forma de Amor"     | Sambô                                 | Abertura       | 02:46   |  |
| 2.  | "Simples Desejo"         | Thiaguinho                            | Bento          | 03:59   |  |
| 3.  | "Calma Aí"               | Monique Kessous                       | Renata         | 03:34   |  |
| 4.  | "Vagalumes"              | Banda Pollo                           | Giane          | 02:49   |  |
| 5.  | "Exagerado"              | Naldo                                 | Tina           | 03:48   |  |
| 6.  | "De Janeiro a Janeiro"   | Roberta Campos Part. Esp.: Nando Reis | Bento e Amora  | 03:09   |  |
| 7.  | "Camaro Amarelo"         | Munhoz & Mariano                      | Lucindo        | 03:06   |  |
| 8.  | "Até Pensei"             | Thaís Gulin                           | Giane e Bento  | 02:54   |  |
| 9.  | "Love Song"              | Michel Teló                           | Vinny          | 02:56   |  |
| 10. | "Eu Ainda Acredito"      | Leandro Lehart                        | Charlene       | 04:04   |  |
| 11. | "Zoião"                  | Emicida                               | Fabinho        | 03:52   |  |
| 12. | "Poema"                  | Ney Matogrosso                        | Perácio        | 04:19   |  |
| 13. | "Dias Melhores Virão"    | Rita Lee                              | Bárbara Ellen  | 03:28   |  |
| 14. | "Solteirinha da Pompeia" | Ellen Roche                           | Mulher Mangaba | 03:13   |  |

### Nacional Vol. 2
Capa: Fernanda Vasconcellos e Jayme Matarazzo como Malu e Maurício
| N.º | Título                         | Música                   | Personagem         | Duração |  |
| 1.  | "Flores"                       | Sambô                    |                    | 02:39   |  |
| 2.  | "Quem é Você?"                 | Filipe Catto             | Rosemere e Perácio | 03:11   |  |
| 3.  | "130 Anos"                     | Agridoce                 | Irene e Plínio     | 03:25   |  |
| 4.  | "Alfazema"                     | Cídia                    | Simone             | 02:52   |  |
| 5.  | "A Gruta da Solidão"           | Zélia Duncan             | Tito               | 02:54   |  |
| 6.  | "Fogo"                         | Capital Inicial          | Lara Keller        | 04:29   |  |
| 7.  | "Jacarandá"                    | Michele Leal             | Malu               | 04:11   |  |
| 8.  | "Lei do Desapego"              | Thiago Brava             | Damáris            | 02:56   |  |
| 9.  | "Agamamou"                     | Leandro Lehart e Emicida | Geral              | 01:54   |  |
| 10. | "Curto Circuito"               | Mumuzinho                | Locação: Cantaí    | 03:11   |  |
| 11. | "No Compasso do Samba"         | Grupo Dose Certa         | Locação: Cantaí    | 03:50   |  |
| 12. | "Mordida de Amor (Love Bites)" | Yahoo                    | Filipinho          | 04:09   |  |
| 13. | "De Volta ao Começo"           | Nana Caymmi              | Érico e Verônica   | 02:36   |  |
| 14. | "Hoje Eu Tô Descontraída"      | Ellen Roche              | Mulher Mangaba     | 02:01   |  |
| 15. | "Quase Um Fado"                | António Zambujo          | Glória             | 04:26   |  |

### Internacional
Capa: Humberto Carrão como Fabinho
| N.º | Título                          | Música                                | Personagem        | Duração |  |
| 1.  | "Ho Hey"                        | The Lumineers                         | Bento e Amora     | 02:43   |  |
| 2.  | "Home"                          | Phillip Phillips                      | Giane e Fabinho   | 03:30   |  |
| 3.  | "Some Nights"                   | Fun                                   |                   | 04:37   |  |
| 4.  | "Guardian"                      | Alanis Morissette                     | Renata            | 04:16   |  |
| 5.  | "Feel So Close"                 | Calvin Harris                         | Amora             | 03:26   |  |
| 6.  | "All Around The World"          | Justin Bieber feat. Ludacris          | Festas            | 04:02   |  |
| 7.  | "Don't You Worry Child"         | Swedish House Mafia feat. John Martin | Festas            | 03:59   |  |
| 8.  | "Next To Me"                    | Emeli Sandé                           | Amora e Maurício  | 03:16   |  |
| 9.  | "That's Why God Made The Radio" | Beach Boys                            | Tina e Vitinho    | 03:19   |  |
| 10. | "Madness"                       | Muse                                  | Malu e Maurício   | 04:39   |  |
| 11. | "Move In The Right Direction"   | Gossip                                | Geral             | 03:31   |  |
| 12. | "Because You Loved Me"          | Jesuton                               | Wilson e Charlene | 04:32   |  |
| 13. | "Theme From New York, New York" | Ronaldo Canto e Mello                 | Filipinho         | 03:26   |  |
| 14. | "Mercedes Benz"                 | Edson Cordeiro                        | Geral             | 04:02   |  |

E ainda
1. Titanium (feat. Sia) - David Guetta
2. Kiss You - One Direction
3. Gee - Girls' Generation
4. I Hate Myself For Loving You - Joan Jett & The Blackhearts
5. The Bitch Is Back - Elton John

## Exibição internacional
| País                | Canal            | Título local           | Estreia                 | Final                  | Horário semanal  | Hora           | Ref           |
| ------------------- | ---------------- | ---------------------- | ----------------------- | ---------------------- | ---------------- | -------------- | ------------- |
| Brasil              | TV Globo         | Sangue Bom             | 29 de abril de 2013     | 1 de novembro de 2013  | Segunda a Sábado | 19:301         | —             |
| São Tomé e Príncipe | TVS              | Sangue Bom             | 6 de maio de 2013       | 8 de novembro de 2013  | Segunda a Sábado | 19:00          | —             |
| Portugal            | SIC              | Sangue Bom             | 9 de setembro de 2013   | 2 de maio de 2014      | Segunda a Sexta  | 18:30          | [ 79 ] [ 80 ] |
| Coreia do Sul       | TeleNovela       | 프랜즈                 | 18 de setembro de 2014  | 17 de novembro de 2015 | Quinta2          | 17:003         | —             |
| El Salvador         | Canal 4          | Laberintos del Corazón | 24 de novembro de 2014  | 24 de julho de 2015    | Segunda a Sexta  | 14:00          | [ 81 ]        |
| Moçambique          | STV              | Sangue Bom             | 16 de março de 2015     | 18 de setembro de 2015 | Segunda a Sábado | 19:00          | [ 82 ]        |
| Estados Unidos      | Pasiones         | Laberintos del Corazón | 12 de maio de 2015      | 26 de outubro de 2015  | Segunda a Sexta  | 21:00          | [ 83 ]        |
| Porto Rico          | Pasiones         | Laberintos del Corazón | 12 de maio de 2015      | 26 de outubro de 2015  | Segunda a Sexta  | 21:00          | [ 83 ]        |
| Bolívia             | ATB              | Laberintos del Corazón | 8 de junho de 2015      | 20 de novembro de 2015 | Segunda a Sexta  | 11:20          | —             |
| Arménia             | Armenia 2        | Սիրո լաբիրինթոսում     | 22 de setembro de 2015  | 11 de março de 2016    | Segunda a Sexta  | 18:30          | [ 84 ]        |
| Nicarágua           | Canal 4          | Laberintos del Corazón | 9 de novembro de 2015   | 13 de maio de 2016     | Segunda a Sexta  | 16:00          | [ 85 ]        |
| Coreia do Sul       | TeleNovela       | 프랜즈                 | 1 de fevereiro de 2016  | 21 de março de 2017    | Segunda e Terça  | 17:004         | —             |
| Canadá              | OMNI             | Tangled Hearts         | 10 de fevereiro de 2016 | 26 de julho de 2016    | Segunda a Sexta  | 18:00          | —             |
| Namíbia             | Mzansi Magic     | Tangled Hearts         | 31 de outubro de 2016   | 22 de abril de 2017    | Segunda a Sexta5 | 14:006         | —             |
| África do Sul       | Mzansi Magic     | Tangled Hearts         | 31 de outubro de 2016   | 22 de abril de 2017    | Segunda a Sexta5 | 17:007         | —             |
| Botsuana            | Mzansi Magic     | Tangled Hearts         | 31 de outubro de 2016   | 22 de abril de 2017    | Segunda a Sexta5 | 17:007         | —             |
| Lesoto              | Mzansi Magic     | Tangled Hearts         | 31 de outubro de 2016   | 22 de abril de 2017    | Segunda a Sexta5 | 17:007         | —             |
| Malawi              | Mzansi Magic     | Tangled Hearts         | 31 de outubro de 2016   | 22 de abril de 2017    | Segunda a Sexta5 | 17:007         | —             |
| Moçambique          | Mzansi Magic     | Tangled Hearts         | 31 de outubro de 2016   | 22 de abril de 2017    | Segunda a Sexta5 | 17:007         | —             |
| Essuatíni           | Mzansi Magic     | Tangled Hearts         | 31 de outubro de 2016   | 22 de abril de 2017    | Segunda a Sexta5 | 17:007         | —             |
| Zimbabwe            | Mzansi Magic     | Tangled Hearts         | 31 de outubro de 2016   | 22 de abril de 2017    | Segunda a Sexta5 | 17:007         | —             |
| Portugal            | Globo (Portugal) | Sangue Bom             | Março de 2018           | Outubro de 2018        | (desconhecido)   | (desconhecido) |               |
| Uruguai             | Teledoce         | Laberintos del Corazón | (desconhecido)          | (desconhecido)         | (desconhecido)   | (desconhecido) | [ 86 ]        |
| Indonésia           | Kompas TV        | Tangled Hearts         | (desconhecido)          | (desconhecido)         | (desconhecido)   | (desconhecido) | [ 87 ]        |
| Mongólia            | Edu TV           | (desconhecido)         | (desconhecido)          | (desconhecido)         | (desconhecido)   | (desconhecido) | [ 88 ]        |

↑1  Exibida às 20:15 (UTC−4) nos estados pertencentes à Rede Fuso entre 29 de abril e 19 de outubro de 2013 e às 20:15 (UTC−3) e 19:15 (UTC−4) nos estados que não adotaram o horário de verão entre 21 de outubro e 1.º de novembro de 2013.
↑2  Transferida para Segunda e Terça a partir do dia 18 de maio de 2015.
↑3  Exibida em capítulos duplos. Transferida para as 17:30 em capítulos duplos. Transferida para as 09:30 em capítulos simples a partir do dia 18 de maio de 2015.
↑4  Trasnferida para as 19:00 a partir do dia 12 de dezembro, para as 09:00 a partir do dia 23 de janeiro e para as 08:00 a partir do dia 13 de março de 2017.
↑5  Emitida até 31 de março de Segunda a Sexta, transferida para os Sábados a partir do dia 15 de abril.
↑6  Transferida para as 05:00 em capítulos quíntuplos a partir do dia 15 de Abril.
↑7  Transferida para as 06:00 em capítulos quíntuplos a partir do dia 15 de Abril.